# XX. Zimske olimpijske igre – Torino 2006.
XX. Zimske olimpijske igre su održane 2006. u Torinu, u Italiji. Ostali gradovi kandidati za ulogu domaćina su bili Helsinki, Klagenfurt, Poprad-Tatry, Sion i Zakopane, ali se MOO odlučio za Torino. Bilo je to drugi puta da je Italija bila domaćin Zimskih olimpijskih igara nakon Igara u Cortini d'Ampezo 1956. Italija je organizirala i jedne ljetne Olimpijske igre, i to u Rimu 1960.

U natjecateljskom programu su se posebno istaknuli sljedeći pojedinci i momčadi:
- Michael Greis, biatlonac iz Njemačke, je dominirao tim športom s tri osvojene zlatne medalje.
- Janica Kostelić je osvajanjem zlatne medalje u kombinaciji postala najuspješnija alpska skijašica u povijesti po broju zlatnih olimpijskih medalja (ukupno četiri, jedna u Torinu te tri na Zimskim olimpijskim igrama 2002.).
- Južna Koreja je dominirala brzim klizanjem na kratkim stazama (short track): tako je Jin Sun-Ju osvojila tri zlatne medalje u ženskoj, jednako kao i njen kolega iz reprezentacije An Hjun So u muškoj konkurenciji.
- Dvije su države ostvarile rijedak uspjeh: predstavnici tih zemalja osvojili su sve tri medalje u jednoj disicplini. Uspjelo je to skijašima iz Austrije u disciplini slalom, te predstavnicama Njemačke koje su uzele sve tri medalje u sanjkanju, disciplina pojedinačno žene.

## Hrvatska na Igrama u Torinu
Hrvatska je na ovim Igrama nastupila vrlo uspješno, osvojivši ukupno tri medalje, zlato i dva srebra. Više o tom nastupu u članku Hrvatska na ZOI 2006.

## Popis športova
| - alpsko skijanje - biatlon - bob - brzo klizanje - brzo klizanje na kratkim stazama - curling |  | - hokej na ledu - nordijsko skijanje: - skijaško trčanje - nordijska kombinacija - skijaški skokovi |  | - sanjkanje - skeleton - slobodno skijanje - snowboard - umjetničko klizanje |

## Popis podjele medalja
(Medalje domaćina i Hrvatske posebno istaknute)
| Zimske olimpijske igre Torino 2006. |                  |       |        |        |        |
| Plasman                             | Država           | Zlato | Srebro | Bronca | Ukupno |
| 1.                                  | Njemačka         | 11    | 12     | 6      | 29     |
| 2.                                  | SAD              | 9     | 9      | 7      | 25     |
| 3.                                  | Austrija         | 9     | 7      | 7      | 23     |
| 4.                                  | Ruska Federacija | 8     | 6      | 8      | 22     |
| 5.                                  | Kanada           | 7     | 10     | 7      | 24     |
| 6.                                  | Švedska          | 7     | 2      | 5      | 14     |
| 7.                                  | Južna Koreja     | 6     | 3      | 2      | 11     |
| 8.                                  | Švicarska        | 5     | 4      | 5      | 14     |
| 9.                                  | Italija          | 5     | 0      | 6      | 11     |
| 10.                                 | Francuska        | 3     | 2      | 4      | 9      |
| 10.                                 | Nizozemska       | 3     | 2      | 4      | 9      |
| 12.                                 | Estonija         | 3     | 0      | 0      | 3      |
| 13.                                 | Norveška         | 2     | 8      | 9      | 19     |
| 14.                                 | Kina             | 2     | 4      | 5      | 11     |
| 15.                                 | Češka            | 1     | 2      | 1      | 4      |
| 16.                                 | Hrvatska         | 1     | 2      | 0      | 3      |
| 17.                                 | Australija       | 1     | 0      | 1      | 2      |
| 18.                                 | Japan            | 1     | 0      | 0      | 1      |
| 19.                                 | Finska           | 0     | 6      | 3      | 9      |
| 20.                                 | Poljska          | 0     | 1      | 1      | 2      |
| 21.                                 | Bjelorusija      | 0     | 1      | 0      | 1      |
| 21.                                 | Poljska          | 0     | 1      | 0      | 1      |
| 21.                                 | Velika Britanija | 0     | 1      | 0      | 1      |
| 21.                                 | Slovačka         | 0     | 1      | 0      | 1      |
| 25.                                 | Ukrajina         | 0     | 0      | 2      | 2      |
| 26.                                 | Latvija          | 0     | 0      | 1      | 1      |
|                                     |                  |       |        |        |        |
| Ukupno                              | Ukupno           | 84    | 84     | 84     | 252    |

## Mjesta održavanja pojedinih disciplina
1. Hokej na ledu - Torino
2. Brzo klizanje - Torino
3. Brzo klizanje na kratkim stazama - Torino
4. Umjetničko klizanje - Torino
5. Curling - Pinerolo
6. Skijaški skokovi - Pragelato
7. Nordijska kombinacija - Pragelato
8. Nordijsko skijanje - Pragelato
9. Alpsko skijanje - Sestriere
10. Biatlon - Cesana
11. Bob - Cesana
12. Skeleton - Cesana
13. Sanjkanje - Cesana
14. Slobodno skijanje - Sauze d'Oulx
15. Snowboard - Bardonecchia

## Vanjske poveznice
- Službena stranica organizatora  Arhivirana inačica izvorne stranice od 6. travnja 2006. (Wayback Machine) (eng., frac., tal., njem.)